# Джелал-бей Зогу
Принц Джелал-бей Зогу (14 мая 1881, замок Бургайет, Албания — 26 февраля 1944, Стамбул, Турция) — единственный сын Джемала-паши Зогу (1860—1911) от первого брака с Мелек Зогу (1860—1884). Единокровный брат первого короля Албании Ахмеда Зогу.

## Биография
Как старший брат в семье Зогу, Джелал-бей должен был после смерти отца взять на себя руководство в роду и унаследовать наследственную должность наместника области Мати, но, по неизвестным причинам, он не стал преемником отца.
Джелал-бей Зогу стал хорошим юристом. Он получил образование в университете «Darusafaka» в Стамбуле, затем работал в должности государственного прокурора. Его имя появляется в качестве главного судьи в ходе судебного процесса против Хаджи Джамили и других руководителей крестьянского восстания в Албании в июне 1915 года, организованного сербской армией.
Они трижды избирался депутатом в албанский парламент. Один раз представлял регион Дибра, и дважды от избирательного округа Косово.
1 сентября 1928 года, когда его единокровный брат, президент Ахмед Зогу провозгласил себя первым королём Албании, Джелал-бей Зогу получил титул принца. В дальнейшем ушел из политики на пенсию.
В 1939 году в начале итальянского вторжения в Албанию принц Джелал-бей Зогу с семьей бежал из страны, поселился в Стамбуле, и скончался в феврале 1944 года.

## Семья и дети
Был женат четыре раза. В апреле 1908 года первым браком женился на Рухидже Ханум Дошишти (9 марта 1881, Бургайет — 6 декабря 1956, Канны), дочери Салих-бея Дошиште. В 1912 году супруги развелись. Дети от первого брака:
- сын Саид Зогу (род. 1909, Бургайет), умер в детстве
- дочь Малика (Мелек) (род. 1911, Бургайет), умерла в детстве

2 августа 1931 года вторично женился на Игбал Ханум (ум. 3 мая 1932), дочери Иззат-бея Пеккинли. Дети от второго брака:
- дочь Эльвира (3 мая 1932, Буррели — 11 ноября 2015)[1], муж с 1955 года Ибрагим Хадиди (род. 9 октября 1934)

2 августа 1932 года в третий раз женился на Файке Ханум (1897 — 9 декабря 1935), с которой развелся 9 февраля 1933 года. Дети от третьего брака:
- сын Скендер Зогу (род. 3 июня 1933, Давос, Швейцария)

В мае 1934 года его четвертой женой стала Хуриджет Ханум (1916-17 октября 1993), дочь Эмин-бея Алладжи, губернатора Эльбасана. Дети от четвертого брака:
- сын Миргин Зогу (род. 3 сентября 1937, Дураццо)
- сын Генк Зогу (3 ноября 1938, Тирана — 17 апреля 1944, Стамбул)
- дочь Малита (род. 18 июня 1934, Буррели — 10 января 2016)[2], муж с 1958 года Абдул Азиз Хадр (род. 20 октября 1927)
- дочь Вера (род. 3 февраля 1936, Дураццо), 1-й муж с 1955 года Ахмад Эссави Хадр (род. 12 января 1936), развод в 1961 году, 2-й муж с 1970 года Нассер Эль-Гуэзири (ум. 2000).